# Арамильский тракт
Арамильский тракт — Подъезд к посёлку Кольцово от автодороги «Урал» Подъезд к городу Екатеринбург — автомобильная дорога регионального значения в Свердловской области.  Соединяет Челябинский тракт и екатеринбургский жилой район (посёлок) Кольцово, переходя в улицу Бахчиванджи. Номер дороги 65К-0001180, длина 11,77 км.

## Маршрут
Арамильский тракт начинается от Челябинского тракта, проходит через город Арамиль и заканчивается около железнодорожной станции Кольцово.
| Расстояние |  | Населённый пункт | Название и номер дороги                                                |
| ---------- |  | ---------------- | ---------------------------------------------------------------------- |
| 0 км       |  | Арамиль          | Подъезд к г. Екатеринбургу от автодороги «Урал» М5 185 км + 540        |
| 0 км + 775 |  | Арамиль          | Подъезд к аэропорту «Уктус» от а/д Подъезд к п. Кольцово (65К—0001181) |
| 2 км + 690 |  | Арамиль          | Подъезд к с. Патруши от а/д Подъезд к п. Кольцово (65К—0001182)        |

### Характеристика трассы
- Дорожное покрытие — асфальт.
- Дорога пересекает реку Исеть.
- Арамильский тракт — двухполосная дорога в обе стороны движения.